# Pałczycha

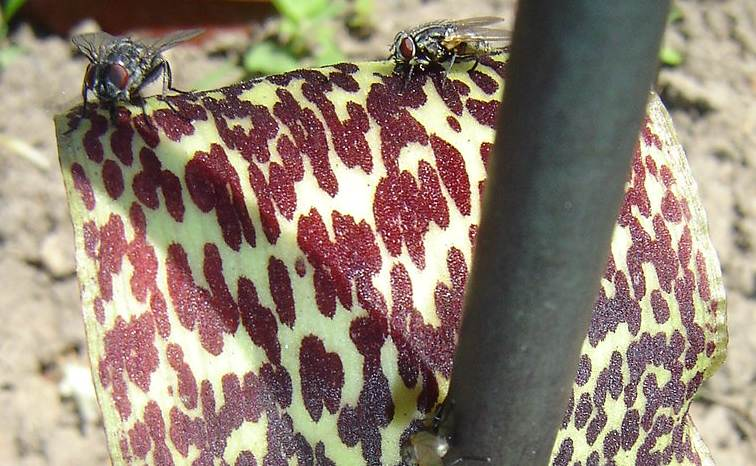
Fragment kwiatostanu pałczychy kroplistej z owadami zapylającymi

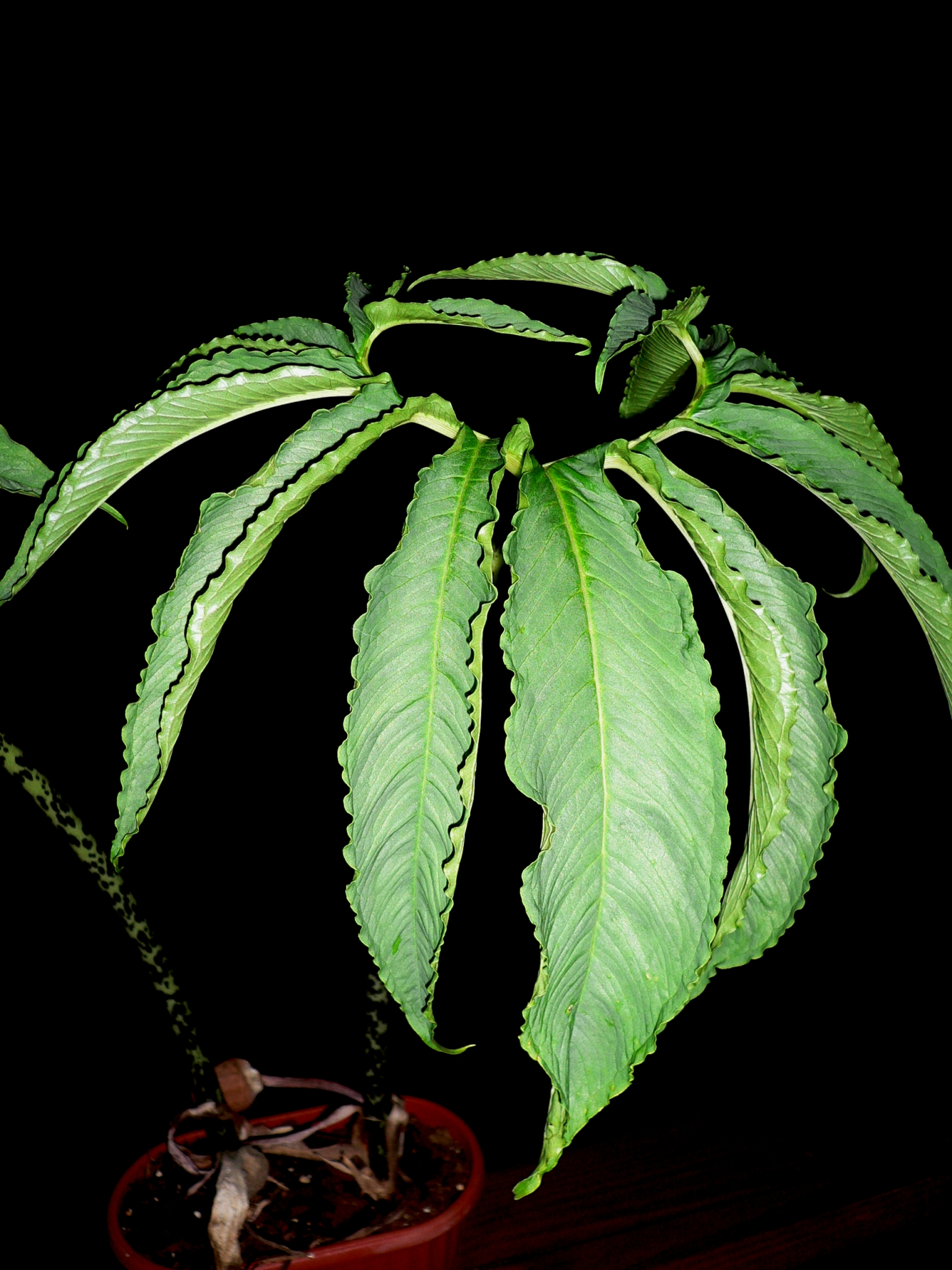
Liść pałczychy kroplistej

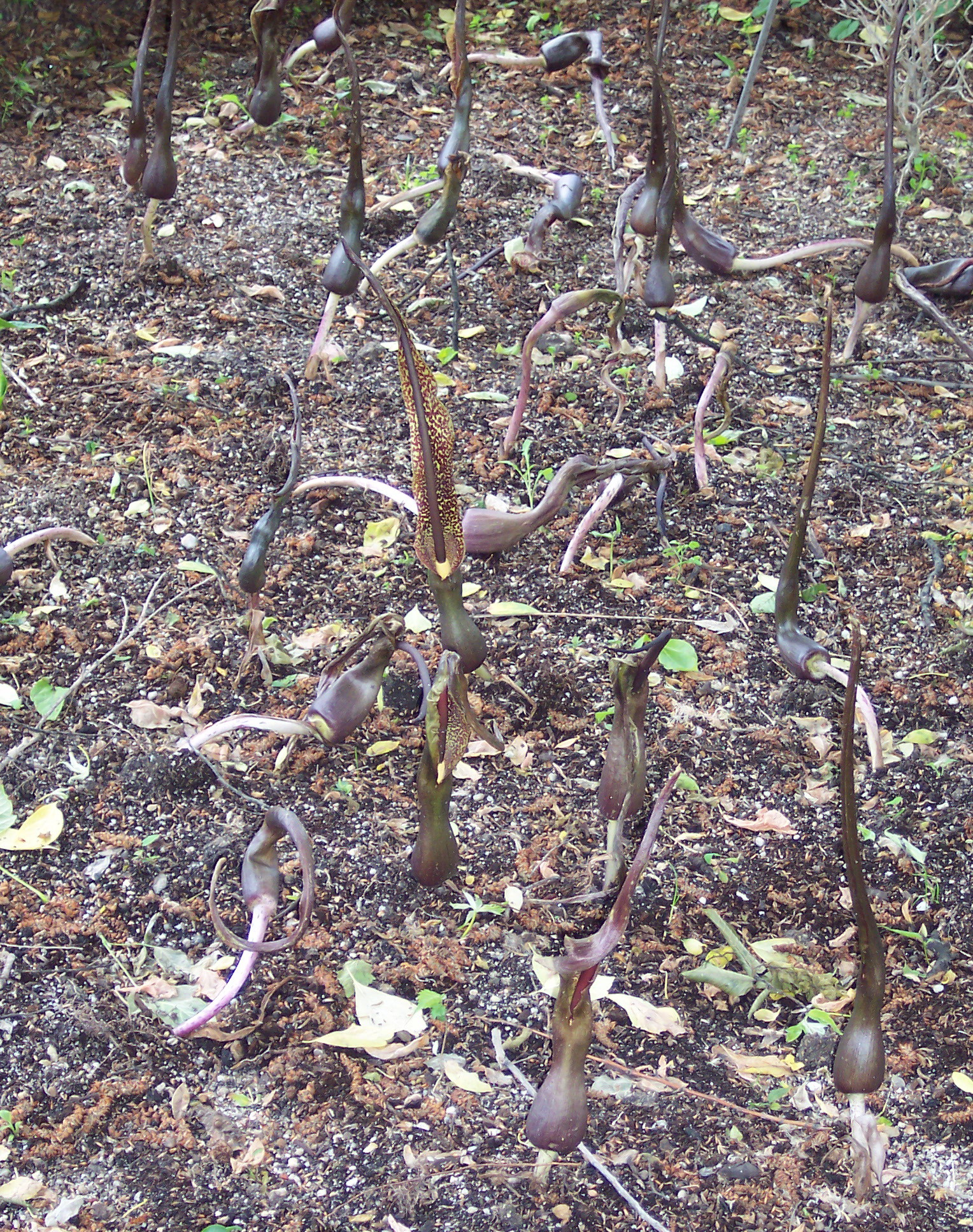
Kwitnące pałczychy kropliste

Pałczycha (Sauromatum Schott) – rodzaj roślin zielnych, należący do rodziny obrazkowatych, liczący 9 gatunków pochodzących z obszaru od Afryki do Azji. Zasięg występowania 8 gatunków pałczych ograniczony jest do południowej i południowej Azji, od Afganistanu do Chin, Tajlandii i Indonezji, jedynie w przypadku pałczychy kroplistej zasięg występowania obejmuje Afrykę, sięgając do Angoli i Zimbabwe. Nazwa naukowa rodzaju pochodzi od greckiego słowa σαύρος (sauros – jaszczurka) i odnosi się do plamistych pochew kwiatostanów tych roślin. W języku polskim spotyka się również nazwy zwyczajowe palczycha i lilia voodoo (co jest kalką zwyczajowej, angielskiej nazwy tej rośliny). W handlu spotyka się pałczychę kroplistą pod niewłaściwą nazwą Arum cornutum, aczkolwiek nazwa taka nigdy nie występowała w systematyce rodzaju Arum.

## Morfologia
PokrójŚredniej wielkości rośliny zielne o wysokości od około 20 cm (Sauromatum diversifolium) do około 1 metra (pałczycha kroplista).
ŁodygaRośliny tworzą pęd podziemny w postaci spłaszczonej, okrągłej bulwy pędowej, o średnicy osiągającej 15 cm w przypadku pałczychy kroplistej. Sauromatum giganteum tworzy kłącze o wymiarach 5–8×2–5 cm. Pędy podziemne pałczych produkują rocznie wiele odrostów.
LiścieRośliny tworzą od jednego do kilku liści właściwych. Ogonki liściowe długie, różowawe do czerwonych, purpurowe, zielone, zielone z białymi plamkami lub żółtozielone z purpurowymi plamkami, u nasady otoczone katafilem. Blaszki liściowe przeważnie wachlarzowatopalczaste (jedynie w przypadku S. giganteum blaszka liściowa jest prosta, owalna, sercowata do strzałkowato-oszczepowatej). Sauromatum diversifolium tworzy liście o różnych kształtach blaszki: owalno-lancetowate, oszczepowate, trójklapowe, trójdzielne lub wachlarzowatopalczaste).
KwiatyRośliny jednopienne. Pojedynczy kwiatostan, typu kolbiastego pseudancjum, pojawia się przed liśćmi lub razem z nimi na krótkiej szypułce, niekiedy pozostającej poniżej poziomu gruntu. Pochwa kwiatostanu w dolnej części tworzy okrągło-jajowatą, niekiedy spłaszczoną komorę o brzegach zrośniętych lub mocno zwiniętych, w górnej części jest wydłużona, lancetowata do jajowato-trójkątnej, odchylająca się, niekiedy o pofalowanych brzegach. Obie części oddzielone są silnym zwężeniem. Pochwy pałczych są przeważnie wielokolorowe (występują kolory biały, zielony, żółty, brązowy, purpurowy), często pokryte czerwonawymi, brązowymi lub purpurowymi plamkami. Wnętrze pochwy jest jednobarwne lub plamiste. W przypadku Sauromatum hirsutum pochwa z zewnątrz pokryta jest włoskami. Kolba kwiatostanu, o długości pochwy, dzieli się na 4 odcinki. Położone w dolnej części kolby kwiaty żeńskie i następujący po nich pas kwiatów sterylnych (staminodiów) znajdują się w komorze utworzonej przez pochwę. Wyżej położone są kwiaty męskie. Kolba kończy się  wyrostkiem (appendix), siedzącym lub osadzonym na trzonku. Zalążnie są jednokomorowe i zawierają u podstawy od 1 do 4 ortotropowych zalążków. Szyjki słupków są krótkie, a znamiona słupków dyskowate. Prątniczki położone w dolnej części odcinka są maczugowate; prątniczki położone w górnej części tego odcinka (u niektórych gatunków nieobecne) są nieregularnie grzebieniaste lub podłużne i zakończone nitkowatym wyrostkiem. Kwiaty męskie składają się z od 1 do 3 pręcików o siedzących główkach składających się z podłużnych, odwrotnie jajowatych pylników, połączonych cienkim łącznikiem, otwierających się przez pionową, jajowatą szczelinę.
OwoceOwocostan składa się z zielonych, czerwonych do prawie czarnych, jajowatych jagód, zawierających od jednego do kilku nasion.
Gatunki podobnePrzedstawiciele rodzaju Typhonium o zawsze prostej blaszce liściowej i nie zrośniętych brzegach pochwy kwiatostanu.

## Biologia i ekologia
RozwójPałczychy są wieloletnimi geofitami ryzomowymi, kwitnącymi od wiosny do lata. Kwiatostany w okresie kwitnienia wydzielają obrzydliwy zapach. Są zapylane przez chrząszcze z rodzin żukowatych i strąkowcowatych oraz muchówki z rodzin Sepsidae, muchowatych, Otitidae, Sarcophagidae i plujowatych.
SiedliskoŁąki nizinne i górskie, trawiaste zbocza, brzegi strumieni, pól i dróg, wtórne lasy deszczowe, lasy bambusowe i plantacje herbaty.
GenetykaLiczba chromosomów 2n = 26, 52, 104.

## Systematyka
Rodzaj należy do plemienia Areae, podrodziny Aroideae i rodziny obrazkowatych.
Gatunki
- Sauromatum brevipes (Hook f.) N.E.Br.
- Sauromatum brevipilosum (Hett. & M. Sizemore) Cusimano & Hett.
- Sauromatum diversifolium (Wall. ex Schott) Cusimano & Hett.
- Sauromatum gaoligongense  Z.L.Wang &  H.Li
- Sauromatum giganteum (Engl.) Cusimano & Hett.
- Sauromatum hirsutum (S.Y.Hu) Cusimano & Hett.
- Sauromatum horsfieldii Miq.
- Sauromatum tentaculatum (Hett.) Cusimano & Hett.
- Sauromatum venosum (Dryand. ex Ait.) Kunth – pałczycha kroplista

Rodzaj Sauromatum został wydzielony z rodzaju Typhonium w kwietniu 2010 roku, na podstawie wyników badań filogenetycznych (Cusimano et al.). Pałczycha była uznawana za synonim taksonomiczny Typhonium od roku 2000, wcześniej była odrębnym rodzajem obejmującym 2 gatunki: Sauromatum guttatum i S. venosum, obecnie uważane za jeden gatunek. W czerwcu 2010 ukazały się wyniki badań filogenetycznych rodzaju Typhonium przeprowadzone przez inny zespół (Ohi-Toma et al.). Na ich podstawie do rodzaju Sauromatum wydzielono kilka gatunków Typhonium. Niektóre gatunki Typhonium zostały zakwalifikowane do rodzaju Sauromatum inaczej przez oba zespoły badawcze:
| Dotychczasowa nazwa gatunku | Nazwa według Cusimano et al. (04.2010) | Nazwa według Ohi-Toma et al. (06.2010)                                                              |
| --------------------------- | -------------------------------------- | --------------------------------------------------------------------------------------------------- |
| Typhonium horsfieldii       | Sauromatum horsfieldii                 | Pedatyphonium horsfieldii Pedatyphonium larsenii Pedatyphonium kunmingense Pedatyphonium calcicolum |
| Typhonium brevipilosum      | Sauromatum brevipilosum                | Hirsutiarum brevipilosum                                                                            |
| Typhonium diversifolium     | Sauromatum diversifolium               | Diversiarum diversifolium                                                                           |
| Typhonium hirsutum          | Sauromatum hirsutum                    | Hirsutiarum hirsutum                                                                                |
| Typhonium venosum           | Sauromatum venosum                     | Sauromatum giganteum                                                                                |

## Zastosowanie
Rośliny jadalneBulwy pałczychy kroplistej po ugotowaniu są jadalne. W Indiach bulwa krojona jest na plastry, smażona i jedzona z serwatką. Po upieczeniu bulwy jadane są w całości lub mielone, mieszane z mąką i używane do pieczenia chleba. Jako warzywa spożywane są również ugotowane liście roślin tego gatunku.
Rośliny leczniczeW tradycyjnej medycynie chińskiej sproszkowane korzenie gatunku Sauromatum giganteum, zwane baifuzi, uznawane są na lek na problemy neurologiczne: "flegmę", powodującą sztywność i drgawki oraz występujące po udarze mózgu problemy z mową, paraliż twarzy i języka. Zgodnie z Sichuan Chinese Pharmacological History roślina ta leczy również bóle gastryczne i ból stawów. W Indiach pasta z bulw pałczychy kroplistej stosowana jest jako kataplazm na schorzenia skórne.
Rośliny ozdobnePałczycha kroplista jest rośliną niekiedy uprawianą w ogrodach i mieszkaniach z uwagi na atrakcyjny, wielobarwny kwiatostan i zielony, wachlarzowatopalczasty liść z nakrapianym ogonkiem, pojawiający się po przekwitnięciu rośliny. Pałczycha wymaga stanowiska częściowo zacienionego i podłoża bogatego w próchnicę, żyznego i przepuszczalnego. Nie są to rośliny mrozoodporne (strefy mrozoodporności 10–11). W Polsce bulwy muszą być wykopywane na zimę. Rośliny tworzą wiele odrostów, które odejmuje się po wykopaniu bulw.